# 中華人民共和國電子遊戲審查制度

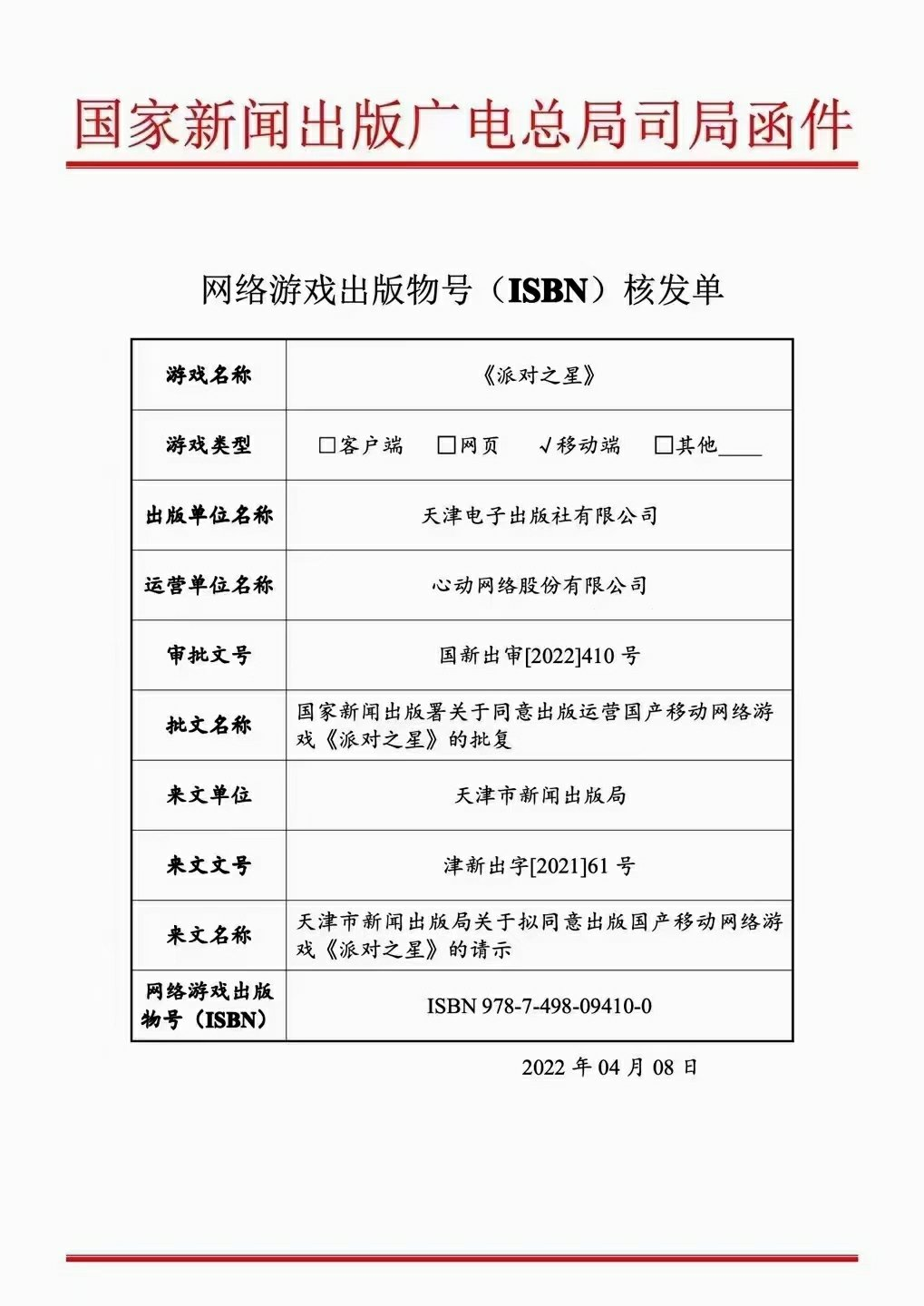
国产游戏《派对之星》的《网络游戏出版物号核发单》，由国家新闻出版署核发。

中華人民共和國電子遊戲審查制度由中华人民共和国政府多个部门执行，对在中国境内发行和运营和从境外进口的电子游戏进行内容审查。网络游戏和实体出版的游戏审查由国家新闻出版署负责。所有在中国大陆通过互联网向公众提供的网络游戏产品，必须报新闻出版署进行内容审查，经审查通过，获得网络游戏出版物号，方可正式投入运营。街机游戏和电子游戏机的审查由省级人民政府文化行政部门负责。在2004年至2019年间，中华人民共和国文化部也负责网络游戏的内容审查。

## 网络游戏出版审查
根据国家新闻出版署说明，网络游戏属于互联网出版物，需要通过出版审查，取得出版物号后方可上线运营。中国大陆媒体和电子游戏业界又将游戏出版物号称为游戏版号。未经批准发行网络游戏，则会受到文化行政部门的处罚，数额为收入的5到10倍不等。但由于中国境外部分游戏商店和网络购物网站的网络游戏未受到审查，中国当地玩家也可以直接游玩其中没有出版物号的游戏。
|      | 2009 | 2010 | 2011 | 2012 | 2013 | 2014 | 2015 | 2016 | 2017 | 2018 | 2019 | 2020 | 2021 | 2022 | 2023 |
| ---- | ---- | ---- | ---- | ---- | ---- | ---- | ---- | ---- | ---- | ---- | ---- | ---- | ---- | ---- | ---- |
| 国产 |      | 245  | 452  | 576  | 567  | 680  | 621  | 4021 | 9177 | 2055 | 1365 | 1308 | 679  | 468  | 977  |
| 进口 | 58   | 46   | 49   | 50   | 63   | 63   | 87   | 226  | 456  | 50   | 180  | 97   | 76   | 44   | 98   |
| 总量 | 58   | 291  | 501  | 645  | 630  | 743  | 708  | 4247 | 9633 | 2105 | 1545 | 1405 | 755  | 512  | 1075 |

### 运营审查
中国对已正式运营上线的网络游戏也继续进行审查，网络游戏运营单位需要定期向出版单位报告后续更新内容，由于后续更新内容无须等待新闻出版署审查通过，因而一些进口中国的游戏如《魔兽世界》《舞力全开》会采取连续更新的方式迭代。对于不合规运营的游戏，监管部门将提示整改，也可能会撤销版号。

## 家用主机和街机设备审查
2000年6月12日，文化部等七部门发布《关于开展电子游戏经营场所专项治理的意见》，要求面向国内的电子游戏设备及其零、附件生产、销售即行停止，严格限制进口电子游戏设备。
街机游戏的审批制度开始于2009年。4月9日，文化部游戏游艺机内容审查专家委员会公布《第一批游戏游艺机市场准入机型机种指导目录》，共327种，同时规定自2010年4月30日起，各游艺娱乐场所将不得使用指导目录之外的游戏游艺机。这一期限后来被推迟。
2010年4月27日，文化部发布《通知》，明确规定了游戏游艺设备的审查流程。游戏游艺设备由省级文化行政部门审核，在20日内作出核准决定，并报文化部备案。文化部在网站上发布汇总后的《指导目录》。
2014年1月6日，国务院下发规定，允许外资企业在上海自贸区内生产游戏游艺设备。
2015年7月21日，文化部下发通知，在全国范围内允许内外资企业从事游戏游艺设备生产和销售。
现行的标准文件是2019年文化和旅游部发布的《游戏游艺设备管理办法》。
家用游戏主机同样根据这一办法由省级文化行政部门审批，而其运行的游戏需要从国家新闻出版总署获取版号。

## 未成年人游玩限制
中国制定了多项限制未成年人游戏时间的法律法规以防止未成年人游戏成瘾损害健康，且对未成年人的限制愈发严格。2007年，新闻出版总署要求各网络游戏运营企业实施“网络游戏防沉迷系统”，将未成年人每天的游戏时间限制在3小时以内。2019年，这项限制缩短为未成年人在工作日期间游戏时间不得超过90分钟，周末和法定节假日不得超过3小时，晚上10时至次日8时禁止未成年人登录网络游戏，此外未成年人单月在网络游戏的最高消费不得超过400元人民币。2021年8月，中国进一步限制未成年人网络游戏时间为周五、周六和周日和法定节假日每天晚上8时至9时，国家新闻出版署还上线了“国家新闻出版署防止未成年人沉迷网络游戏举报平台”，允许任何中国公民举报疑似违反了相关防沉迷措施的游戏。对于电子游戏娱乐场所，文化部规定了除国家法定节假日外，电子游戏娱乐场所不得向未成年人提供服务。